# Lucille Bremer
Lucille Bremer (Amsterdam, 21 febbraio 1917 – La Jolla, 16 aprile 1996) è stata un'attrice e ballerina statunitense.

## Biografia
Lucille Bremer nacque nella cittadina di Amsterdam, presso New York, dove iniziò a lavorare in piccoli spettacoli. Nel 1933, all'età di sedici anni, fece il suo debutto al prestigioso Radio City Music Hall come ballerina di fila nel gruppo delle Rockette, di cui facevano parte anche le future star del musical Vera Ellen e June Allyson.

### La breve carriera a Hollywood
Nel 1940, mentre era impegnata nello spettacolo Hattie Panama, uno dei tanti musical popolari all'epoca a Broadway, la Bremer fu notata da un impresario cinematografico che le propose un contratto a Hollywood presso la casa produttrice MGM. Il debutto sul grande schermo avvenne nel 1944 nel film Incontriamoci a Saint Louis (1944) di Vincente Minnelli, uno dei più celebri musical di tutti i tempi, nel quale la Bremer fu protagonista nel ruolo di una delle sorelle Smith, accanto a Judy Garland e Margaret O'Brien.
Nonostante la bellezza e il talento espresso nella danza e nella recitazione, la carriera cinematografica della Bremer fu assai breve. Partner di Fred Astaire in Jolanda e il re della samba (1945), ancora di Minnelli,  e in Ziegfeld Follies (1945),  apparve inoltre in Nuvole passeggere (1946), biografia del compositore Jerome Kern. Dopo soli quattro anni trascorsi presso gli studios MGM, l'attrice recitò ancora nel melodramma in costume Il dominatore di Wall Street (1948) di Edgar G. Ulmer.

### Dopo Hollywood
Delusa dalla sua carriera che non riusciva a decollare anche per il poco interesse mostrato dalla MGM, alla scadenza del contratto preferì non rinnovarlo e decise di abbandonare il cinema. Nel frattempo si era innamorata di Abelardo Luis Rodriguez, figlio dell'omonimo presidente messicano che sposò nell'estate del 1948. La coppia creò nella regione della Bassa California un piccolo paradiso che grazie alle loro conoscenze divenne la meta dei divi del cinema oltre che di numerose altre personalità.
Dopo il divorzio avvenuto del 1963 ritornò in California dove gestì un negozio di abbigliamento per bambini.
Morì nel 1996 a causa di un infarto e le sue ceneri vennero sparse parte nel Golfo di California e parte nei pressi della chiesa del Ranch Las Cruces che lei e il marito avevano fatto erigere nella loro proprietà.

## Filmografia
- Incontriamoci a Saint Louis (Meet Me in St. Louis), regia di Vincente Minnelli (1944)
- Jolanda e il re della samba (Yolanda and the Thief),  regia di Vincente Minnelli (1945)
- Ziegfeld Follies, regia di Vincente Minnelli (1945)
- Nuvole passeggere (Till the Clouds Roll By), regia di Richard Whorf (1946)
- Torbidi amori (Dark Delusion), regia di Willis Goldbeck (1947)
- Capitano Casanova (Adventures of Casanova), regia di Roberto Galvadon (1948)
- Il dominatore di Wall Street (Ruthless), regia di Edgar G. Ulmer (1948)
- Il gorilla umano (Behind Locked Doors), regia di Budd Boetticher (1948)

## Doppiatrici italiane
- Rosetta Calavetta in Nuvole passeggere
- Fabrizia Castagnoli nel doppiaggio tardivo di Incontriamoci a Saint Louis
- Tiziana Avarista nel primo ridoppiaggio di Nuvole passeggere
- Antonella Baldini nel secondo ridoppiaggio di Nuvole passeggere